# USA's håndboldlandshold (damer)
USA's Kvindehåndboldlandshold er det amerikanske landshold i håndbold for kvinder som også deltager i internationale håndboldkonkurrencer. De reguleres af USA Team Handball.
Under VM 1982 i Ungarn kom landsholdet på en 11. plads. Landsholdet deltog også under VM i 1975, 1986, 1993 og 1995 og under Sommer-OL 1992 og 1996.

## Resultater
Resultaterne vist nedenfor er kun konkurrencer, hvor USA har deltaget. Turneringer, de ikke har deltaget i, er ikke angivet.

### Olympiske lege
- 1984: 5. plads
- 1988: 7. plads
- 1992 : 6. plads
- 1996 : 8. plads